# Falcon 9 Block 5
O Falcon 9 Block 5 é um veículo de lançamento médio, parcialmente reutilizável de dois estágios para órbita, projetado e fabricado nos Estados Unidos pela SpaceX. É a quinta versão do Falcon 9 Full Thrust, movido por motores SpaceX Merlin movido a querosene de foguete (RP-1) e oxigênio líquido (LOX).
As principais mudanças do Block 3 para o Block 5 são os motores de maior impulso e melhorias nas pernas do trem de pouso. Numerosas outras pequenas mudanças ajudaram a otimizar a recuperação e a reutilização dos foguetes auxiliares de primeiro estágio, aumentar a taxa de produção e otimizar a reutilização. Cada foguete auxiliar do Block 5 é projetado para lançar 10 vezes com apenas uma pequena reforma e até 100 vezes com remodelação.
Em 2018, o Falcon 9 Block 5 sucedeu à versão do Block 4 de transição. O primeiro lançamento lançou o satélite Bangabandhu-1 em 11 de maio de 2018. A missão CRS-15 em 29 de junho de 2018 foi a última versão do Block 4 do Falcon 9 a ser lançada. Esta foi a transição para uma frota totalmente de Block 5.

## Visão geral

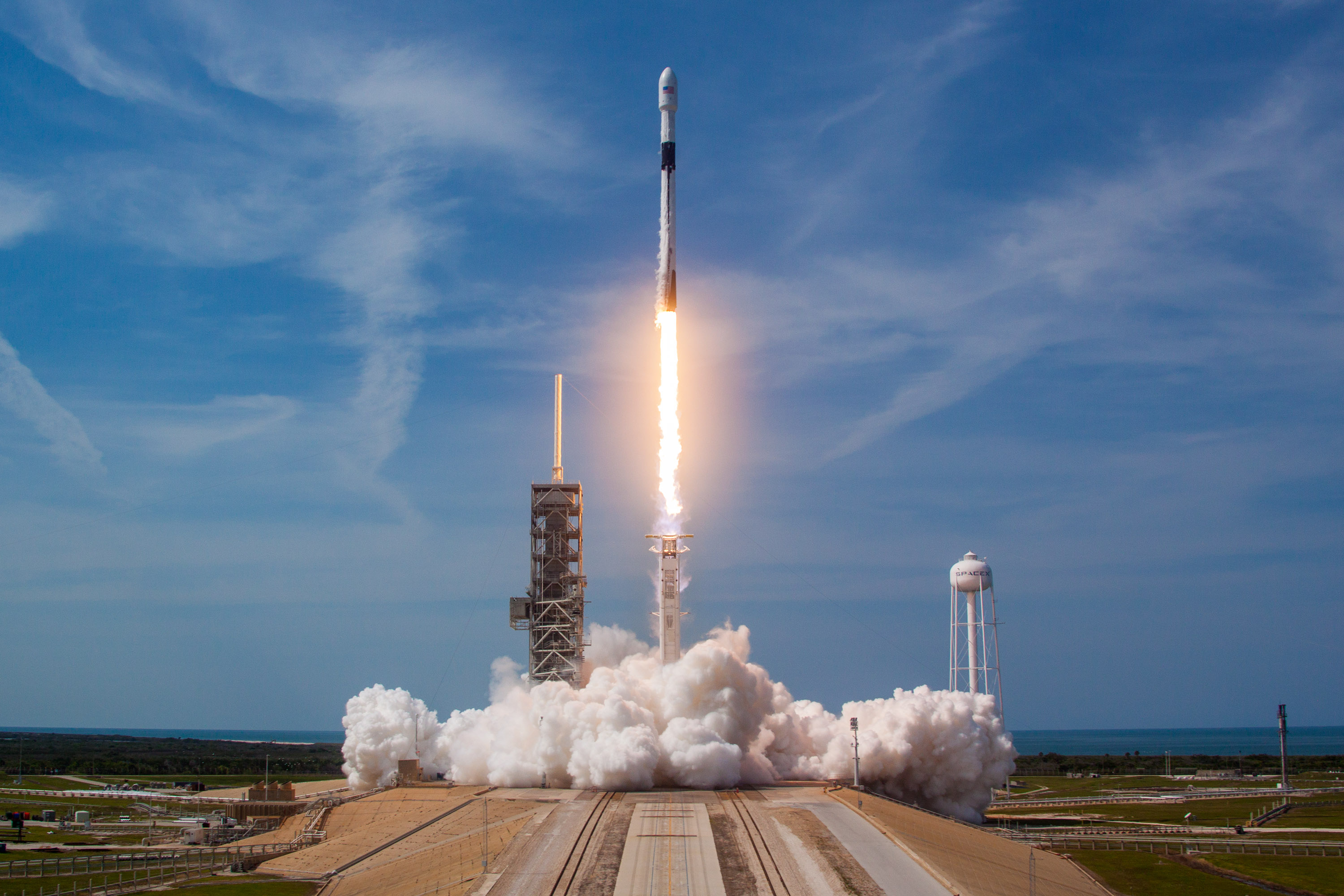
O satélite Bangabandhu-1 de Bangladesh é a primeira carga útil lançada pelo Falcon 9 Block 5.

As mudanças de design do Block 5 são principalmente impulsionadas por atualizações necessárias para o programa Commercial Crew da NASA e requisitos de lançamento do National Security Space Launch. Incluem atualizações de desempenho, melhorias de fabricação e "provavelmente 100 ou mais mudanças" para aumentar a margem para clientes exigentes.
Em abril de 2017, o CEO da SpaceX, Elon Musk, disse que o Block 5 apresentará 7 a 8% a mais de empuxo nos motores (de 176 000 libras-força (780 000 N) para 190 000 libras-força (850 000 N) por motor). O block 5 inclui um sistema de controle de voo aprimorado para um ângulo de ataque otimizado na descida, reduzindo os requisitos de combustível para o pouso.
Para durabilidade de reutilização:
- Deverá ser capaz de ser lançado pelo menos 10 vezes;[12][13] alcançado em 2021.[14]
- Até 100 usos com reforma;[13][12][15]
- Um escudo térmico reutilizável protegendo os motores e o encanamento na base do foguete;
- Aletas de manobra de titânio mais resistentes à temperaturas na reentrada;[16]
- Um revestimento de proteção térmica no primeiro estágio para limitar os danos de aquecimento na reentrada, incluindo uma camada de proteção térmica preta nas pernas do trem de pouso, canaleta e interestágio;
- Válvulas redesenhadas e requalificadas mais robustas e com vida útil mais longa;
- Recipientes de pressão recobertos de compósitos reprojetados (COPV 2.0) para hélio, para evitar o congelamento de oxigênio dentro da estrutura dos tanques que leva à ruptura.

Para reutilização rápida:
- Reforma reduzida entre lançamentos;[13]
- Um conjunto de pernas do trem de pouso retráteis para rápida recuperação e transporte.[17]
- A estrutura do Octaweb é aparafusada em vez de soldada, reduzindo o tempo de fabricação.[18]

## Avaliação humana
Os processos de certificação da NASA na década de 2010 especificavam sete lançamentos de qualquer veículo de lançamento sem grandes mudanças no projeto antes que o veículo fosse certificado pela NASA para lançamentos espaciais tripulados e tivesse permissão para voar com astronautas da NASA. Os propulsores iniciais do Bloco 5 não tinham os tanques de vaso de pressão com invólucro composto redesenhado (COPV2). Os foguetes auxiliares iniciais do Block 5 não tinham os tanques de recipiente de pressão composto revestido reprojetado (COPV2). O primeiro foguete auxiliar com tanques COPV2 foi o primeiro foguete booster B1047 na missão Es'hail 2 em 15 de novembro de 2018, e o segundo primeiro foguete usando os tanques COPV2 foi o CRS-16/B1050, que teve seu primeiro lançamento em 5 de dezembro de 2018.
O projeto do Block 5 lançou os astronautas pela primeira vez em 30 de maio de 2020, em um voo contratado pela NASA denominado Crew Dragon Demo-2.